# 주고쿠 지방
주고쿠 지방(일본어: 中国地方 주고쿠치호[*], 문화어: 쥬고꾸 지방)은 일본 돗토리현, 시마네현, 오카야마현, 히로시마현, 야마구치현의 5개 현을 말한다. 혼슈의 최남단이며, 세토 내해를 사이에 두고 시코쿠 지방과 마주보고 있다. 최대 도시는 히로시마현에 위치한 히로시마시이다.

## 개요
경우에 따라서는 하리마국(播磨国, 현재의 효고현 서부)와 다지마국(但馬国, 현재의 효고현 동부)을 주고쿠에 포함하는 경우가 있다. 주고쿠라는 명칭의 유래는 엔기시키(延喜式)에서 하리마·미마사카·비젠(기비)·빗추(기비)·빈고(기비)·아키·스오·나가토를 주고쿠(中国)라는 분류에 포함시키면서 유래하였다.
일본의 국내 여행업계 등에서는 한자 표기가 같은 나라인 중국(中國)과 구별하기 위해서 동해에 접한 지역의 명칭인 산인 지방(山陰)과 세토 내해 측의 명칭인 산요 지방(山陽)을 맞추어 산인·산요 지방(일본어: 山陰山陽地方 산인 산요 치호[*])이라고 부르기도 한다.

## 지리

### 지형
척추 역할을 하는 주고쿠 산지가 야마구치 현 동부에서 시마네 현 남부와 히로시마 현 북부를 거쳐 돗토리 현 남부와 오카야마 현 북부까지 걸쳐있다. 최고봉은 돗토리 현의 오오야마 산(大山)으로 높이는 1729m이다.
- 산：오오야마 산(大山), 산베 산(三瓶山), 히루젠 산(蒜山
- 강：고노가와 강(江の川), 히노가와 강(日野川), 센다이가와 강(千代川, 이상 동해로 흘러드는 하천), 오타가와 강(太田川), 아사히가와 강(旭川), 다카하시가와 강(高梁川), 요시이가와 강(吉井川), 아시다가와 강(芦田川), 누타가와 강(沼田川, 이상 세토 내해로 흘러드는 하천)
- 평야：이즈모 평야(出雲平野), 오카야마 평야(岡山平野)
- 분지：쓰야마 분지(津山盆地), 미요시 분지(三次盆地)
- 사구：돗토리 사구(鳥取砂丘)

### 기후
산인과 산요의 기후는 많이 다른 편이다. 산인 지방은 동해식 기후로 겨울에 눈이 많다. 그 반면 산요 지방은 세토 내해식 기후로 연간 강수량이 비교적 적다.

## 역사

### 고대
기원 후 3세기에 긴키 지방에서 야마토 왕국(야마토 정권)이 성립함에 따라 긴키에서 가까운 주고쿠 지방의 정치 세력은 그에 동화되었다.

### 헤이안 시대
서기 940년에 간토 지방에서는으로 다이라노마사카도(平将門)가 기나이 정권에 대해서 반란을 일으켰으며, 산요오에서는 후지와라노 스미토모(藤原純友)가 기나이 정권에 대해서 반란을 일으켰다.

### 가마쿠라 · 무로마치 막부 시대
가마쿠라부터 무로마치 막부에 이르는 시기에 무라카미 수군(村上水軍)이 세토 내해를 본거지로 했다. 무로마치 시대에 대륙과의 무역이 시작될 때까지 세토 내해의 해적들은 왜구가 되어 한반도의 해안 지대를 자주 약탈했다.

### 센고쿠 · 에도 막부 시대
센고쿠 시대의 이 지방은 오우치 가(大内氏), 다케다 가(武田氏), 야마나 가(山名氏), 아카마츠 가(赤松氏) 등 슈고(守護)다이묘(大名)이 된 경우가 많았으나 쿄고쿠 가(京極氏)에 반기를 든 아마고 가(尼子氏)가 이즈모(出雲)의 슈고가 되면서 9개국의 태수가 되었다. 한편 16세기 중반 이후에는 아키노쿠니(安芸国)에서 세력을 키운 모리 모토나리(毛利元就)가 이 지역을 재패하였다. 모리 가문은 히로시마를 거점으로 하여 이 지역의 패자가 되었으며 히로시마는 모리의 도성이 되었다. 모리 가문의 주고쿠 지배는 도요토미 히데요시의 시대에도 세력을 유지했다.
1600년의 세키가하라 전투에서 서군의 이시다 미쓰나리가 도쿠가와 이에야스가 인솔하는 동군에 패배하면서 모리 가의 당주였던 모리 데루모토는 본거지를 히로시마에서 하기(현 야마구치)로 옮기게 되었고 영지도 스오노쿠니(周防国)와 나가토노쿠니(長門国)의 2국으로 삭감되었다
에도 막부 시대에는 한(藩) 체제가 구축되었다. 주된 한으로는 돗토리번, 마쓰에번, 하마다 번, 스와노 번, 오카야마번, 쓰야마번, 후쿠야마 번, 히로시마번, 이와쿠니번, 조슈번(長州藩)이 있다.

### 에도 막부 말기 · 쇼와 전기 시대
에도 막부 말기부터 메이지 유신에 걸친 혼란기에는 막부에 대한 적대심이 강했던 조슈번이 막부 타도 운동을 주도하였다. 이 때문에 조슈 번은 메이지 시대 일본의 많은 정치인과 관료, 군인들을 배출했다.
1894년 청일 전쟁이 발발하며 일본 제국의회와 대본영(大本營)이 임시로 히로시마에 설치되기도 하였으며 이로 인해 히로시마는 군수 도시가 되었다. 그러나 제2차 세계대전 말기 군수 도시로 성장한 히로시마는 미국의 원자 폭탄이 투하되면서 수만 명의 사상자를 내었다. 그 외에도 오카야마, 시모노세키 등 주고쿠의 주요 도시들은 맹렬한 공습을 받아 폐허가 되었다.

### 현재
고도 경제성장기에는 일본의 전 지방에서 간토 지방으로의 인구 유출이 있었기 때문에 인구의 폭증 현상은 겪지 않았다. 1972년 산요 신칸센이 오카야마역까지 개통되었으며 1975년 완전 개통되었다.
근래 산요 지방의 각 도시들은 정체를 탈피한 반면 산인 지방의 도시들은 계속해서 정체를 겪고 있어 격차 해소의 대책이 요구되고 있다.

## 인구
| ISO 3166-2 | 도도부현명 | 전국 순위 | 인구      | 비율(전국) | 비율(주고쿠) |
| ---------- | ---------- | --------- | --------- | ---------- | ------------ |
| JP-31      | 돗토리현   | 47        | 573,441   | 0.46%      | 7.8%         |
| JP-32      | 시마네현   | 46        | 694,352   | 0.56%      | 9.5%         |
| JP-33      | 오카야마현 | 21        | 1,921,525 | 1.52%      | 25.7%        |
| JP-34      | 히로시마현 | 12        | 2,843,990 | 2.23%      | 37.8%        |
| JP-35      | 야마구치현 | 25        | 1,404,729 | 1.13%      | 19.2%        |
| 합계       | 합계       | 합계      | 7,438,037 | 5.91%      | 100.0%       |

연령 5세 계급별 인구

2004년 10월 1일 현재 추계인구

총계 [단위 천 명]
| 연령      | 인구 |
| --------- | ---- |
| 0 - 4세   | 344  |
| 5 - 9     | 358  |
| 10 - 14   | 361  |
| 15 - 19   | 396  |
| 20 - 24   | 447  |
| 25 - 29   | 477  |
| 30 - 34   | 537  |
| 35 - 39   | 455  |
| 40 - 44   | 436  |
| 45 - 49   | 468  |
| 50 - 54   | 562  |
| 55 - 59   | 603  |
| 60 - 64   | 520  |
| 65 - 69   | 457  |
| 70 - 74   | 436  |
| 75 - 79   | 370  |
| 80세 이상 | 467  |

연령 5세 계급별 인구

2004년 10월 1일 현재 추계인구

총계 [단위 천 명]
| 남  | 연령     | 여  |
| --- | -------- | --- |
| 177 | 0 - 4세  | 167 |
| 183 | 5 - 9    | 175 |
| 186 | 10 - 14  | 175 |
| 203 | 15 - 19  | 193 |
| 228 | 20 - 24  | 219 |
| 240 | 25 - 29  | 237 |
| 267 | 30 - 34  | 270 |
| 223 | 35 - 39  | 232 |
| 214 | 40 - 44  | 222 |
| 232 | 45 - 49  | 236 |
| 281 | 50 - 54  | 281 |
| 298 | 55 - 59  | 305 |
| 248 | 60 - 64  | 272 |
| 211 | 65 - 69  | 246 |
| 194 | 70 - 74  | 242 |
| 153 | 75 - 79  | 217 |
| 146 | 80세이상 | 321 |

- 데이터 출처 : 제10표/도도부현, 연령(5세 계급), 남녀별 인구-총인구
(총무성 통계국)

### 주요도시
주고쿠 지방의 5개 현의 주요[도시]를 게재하였다。
정령 지정 도시
히로시마시（1,178,206명）・오카야마시（711,284명）
중핵시
구라시키시（465,789명）・후쿠야마시（448,286명）・시모노세키시（239,414명）・구레시（196,572명）・마쓰에시（196,390명）・돗토리시（181,334명）
시행시 특례시
현재는 해당없음
기타
상기 이외의 현청 소재지
야마구치시（188,788명）

## 교육

### 국공립대학
- 시마네 대학
- 돗토리 대학
- 돗토리 현립 대학
- 오카야마 대학
- 오카야마 현립 대학
- 히로시마 대학
- 현립 히로시마 대학
- 히로시마 시립 대학
- 야마구치 대학
- 시모노세키 시립대학
- 야마구치현립 대학
- 오노미치 대학(尾道大学 )

## 교통
주고쿠 지방은 평야가 좁고, 분지가 적은 편이기 때문에 교통망 정비가 늦어지고 있다.
이 지역의 고속도로는 간선 국도(국도 제53호선, 국도 제54호선)로부터 크게 빗나간 경로로 건설되었기 때문에 이용이 불편하고 주고쿠 지방 내부를 연결하는 연결성이 부족하다. 철도 또한 산인과 산요 사이의 이동이 불편한 경우가 많다.
이 지역이 안고있는 교통 기반 정비의 지연은 경제적으로 문제가 많기 때문에 5현의 현청 소재지 간을 최단 시간에 연결하는 철도와 고속도로망 구축이 시급하다.

### 철도
서일본 여객 철도가 이 지역의 국철 구간을 담당한다.
- 산요 신칸센
- 산요 본선
- 산인 본선

### 공항
- 히로시마 공항
- 오카야마 공항
- 야마구치 우베 공항
- 이즈모 공항(시마네현)
- 미호 비행장
- 돗토리 공항
- 이와미 공항
- 히로시마 서 비행장
- 오키 공항
- 코난 비행장

## 경제

### 농업
돗토리현에서는 배가 많이 재배되며 오카야마 평야에서는 머스캣이나 복숭아, 히로시마 만에서는 굴의 양식이 활발하다.

### 공업
세토 내해 연안에는 중공업과 경공업을 가리지 않고 공장이 입지해여 공업지역을 형성하고 있다.

## 문화
일반적으로, 주고쿠 방언을 사용한다. 주된 방언으로서는 이즈모 방언(出雲弁)이나 오카야마 방언(岡山弁), 히로시마 방언(広島弁) 등이 대표적이다.

## 스포츠
- 히로시마 도요 카프(일본 프로 야구 센트럴 리그)
- 산프레체 히로시마(일본 J-리그)

## 주요 도시
- 정령지정도시
  - 히로시마시 ・ 오카야마시
- 중핵시
  - 구라시키시 ・ 후쿠야마시 ・ 시모노세키시
- 특례시
  - 구레시 ・ 돗토리시
- 일반시
  - 야마구치시 ・ 마쓰에시

## 같이 보기
- 일본의 지리
- 산인 지방
- 산요 지방